# Morbius (film)
Morbius är en amerikansk superhjältefilm från 2022 som är baserad på Marvel Comics karaktär med samma namn. Filmen är regisserad av Daniel Espinosa, med manus skrivet av Matt Sazama och Burk Sharpless. Huvudrollen har Jared Leto som spelar Michael Morbius.
Filmen hade biopremiär i Sverige den 30 mars 2022, utgiven av Sony Pictures.

## Handling
Dr. Michael Morbius lider av en sällsynt blodsjukdom som han försöker bota med hjälp av ett farligt botemedel. Konsekvenserna av detta blir något värre än sjukdomen, en plågsam form av vampyrism.

## Rollista (i urval)
- Jared Leto – Dr. Michael Morbius
  - Charlie Shotwell – Michael Morbius som ung
- Matt Smith – Lucien / Milo
- Adria Arjona – Martine Bancroft
- Jared Harris – Dr. Emil Nicholas
- Al Madrigal – Agent Alberto Rodriguez
- Tyrese Gibson – Agent Simon Stroud
- Archie Renaux – Bobby
- Corey Johnson – Mr. Fox
- Michael Keaton – Adrian Toomes / Vulture (cameo)